# Studnica (jezioro na Pojezierzu Drawskim)
Studnica (Drężno) – jezioro na Pojezierzu Drawskim, położone w województwie zachodniopomorskim, w powiecie szczecineckim, gminie Szczecinek.
Powierzchnia jeziora wynosi 102 ha. Lustro wody jeziora znajduje się na wysokości 139,4 m n.p.m. Maksymalna głębokość wynosi 24,9 m, długość 2,1 km, maks. szerokość 0,8 km. Objętość jeziora to 8201,5 tys. m³, średnia głębokość 8,1 m.
Na wschodnim brzegu ulokowana jest wieś Drężno, stąd też drugą nazwą jeziora jest tożsame „Drężno”, natomiast na północnym osada Orawka.
Nazwę Studnica wprowadzono urzędowo rozporządzeniem w 1949 roku, zastępując poprzednią niemiecką nazwę jeziora – Gross Stüdnitz-See.
Przez jezioro Drężno/Studnica przebiega również część trasy spływu kajakowego: Spływ Pętlą Szczecinecką. Jezioro Studnica łączy się z pobliskiem jeziorem Wierzchowo. W jeziorze są ryby: szczupak, węgorz, okoń, leszcz, płoć, lin, również wzdręga.